# オルフィーナ
『オルフィーナ』は『月刊コミックドラゴン』（富士見書房）にて1993年12月から2010年12月まで連載されていた漫画作品。作者は天王寺きつね。

## 概要
1991年に『Comicクラフト』（白夜書房）にて連載していた。同誌は『New comicクラフト』にリニューアルするが、ほどなく同誌の休刊に伴い連載が中断した。単行本は1巻のみ刊行されたが絶版、後にコミックドラゴンの増刊として復刻されることになる。
1993年になり、前述の白夜書房版を再構成する形で、その後『月刊コミックドラゴン』にて改めて連載を開始した。連載の過程で細かな設定が変わっていったため、富士見書房版と白夜書房版では別の物語となっている。
『月刊コミックドラゴン』が休刊した後は後継誌である『月刊ドラゴンエイジ』へと移籍。タイトルを『オルフィーナSAGA』に変更すると共に、コミックスも1巻から仕切り直しになっている。『月刊ドラゴンエイジ』での連載は2011年1月号（2010年12月発売）にて完結した。2011年3月に発売された『オルフィーナSAGA』8巻では最終回に16ページの描き下ろしが追加され、雑誌掲載時とは異なる結末となっている。

## ストーリー
架空の国、コルデア王国。その外れで気を失っていた少女「ファーナ」は偶然的にコルデアの国王一家に看護を受け、意識を取り戻す事に。コルデアの王女・「オルフィーナ」と瓜二つのファーナは西の国、グランザの脅威を伝えるのだが…。
物語は一見すると、騎士や剣といった中世風世界を描いた王道のハイ・ファンタジーに見えるが、背後にはSFの要素が絡んでいる。

## 主な登場人物

### コルデア王国
ファーナ・リソル
本編の主人公。作中でオルフィーナ姫と呼ばれる存在は、その大部分が彼女の事である。本名：マリア・フォンベルト・チューダー。ファーナ・リソルはコードネームで、北方の島国の言葉「異国の者（ファーン・ア・リソール）」から取られている。地球司法省の所属で、ステアン逮捕の為にこの星へとやって来た。E.L.F.E（Executant of Linet Free Entry）と呼ばれる環境省中枢の電脳網の管理者。コンピュータ系の機械なら触れるだけでハッキング出来る能力を持つ。任務の最中、コルデア王都付近でステアンの配下に襲撃され、意識を失って川に流されていた所をトリファーが見つけてヨグフ王に保護される。城の客人として迎えられるが、王と王妃からは姫と瓜二つのファーナも自分達の娘であると、実の家族同然に大切にされた。その恩返しと本来の任務、ファーナに王国の命運を託して散っていった者達の遺志を背負い、王女「オルフィーナ」としてグランザとそれを裏から操るステアンと戦っていく。その戦いの中でシスンと出会い、やがて彼は他の誰よりも大切な存在となっていく。
オルフィーナ
ファーナと瓜二つの容貌を持つコルデア王国王女。国がグランザに占領された際に捕虜となり、牢に繋がれ日々兵達の慰み者にされるなどの過酷な境遇下にあった。国民の心を折ろうと考えたグランザ軍によって処刑が決定されるが、処刑の場に自分を救出しに現れたファーナに王国の命運を託し、彼女こそが本物のオルフィーナ姫で自分は影武者のファーナだと名乗りを上げ、武器を奪って兵士達に切り掛かり殺される。
シスン・クレイド
暗殺団に拾われて育てられた孤児。暗殺団を抜けたシスンは一介の盗賊として生きていたが、ファーナと出会った事で両国の戦争に関わっていく。彼の過去が戦局に大きな影響を与えることになる。ファーナの前にこの星に派遣された彼女の兄のペンダントを入手しており、そのペンダントから発せられるファーナ（マリア）の映像を見ているシスンにとって、ファーナは初恋の相手でもある。戦闘能力は作中キャラクターの中でも上位に位置し、『稀代の暗殺者』と呼ばれる。ヒュレイカとファーナ、両ヒロインと接点を持つため、常に物語の中心に関わり続ける存在。ヒュレイカと同じ眼（王族にしか現れない筈のもの）を持ち、彼女の血縁である可能性を示唆されている。
シェタッフガルト
コルデア王国の近衛騎士であり、本物のオルフィーナ姫の婚約者だった。オルフィーナ姫からはシェールという愛称で呼ばれている。コルデア国の兵士になる前は傭兵だった。かつて親衛隊隊長だったラスキンから命を狙われたため、コルデア王がその身を守るために一時的に辺境の砦へ派遣していた。オルフィーナ姫との出会いを切っ掛けに騎士を志し、圧倒的な実力を身に付け近衛騎士に上り詰める程に彼女への愛情は強く、それゆえ姫を守れなかった自分を責めている。実力的には作中最強クラスで、シスンですら勝てない相手。装備がこの星の技術水準の物であるため苦戦はしているが、それでさえステアン配下の戦闘サイボーグを相手にして負けない。その斬撃は凄まじく、技術的に地球に遥か劣るこの星の剣（中世ヨーロッパレベル）で、ステアンが持ち込んだ特殊合金（それなりに腕の立つ者ですら、刃が欠けるか折れるかして傷付けるのが精一杯な強度）を切断できる。
メルドゥズ・エポール
シスンの兄貴分。ザハールの義賊団の頭領だが、元はサザウィドの貴族で騎士だった。第二部後半では傭兵王の肩書きを手に入れ、対グランザでのコルデアの重要な同盟相手となる。過去にシェタッフガルトとは傭兵仲間だった。ファーナの兄ウィリアムとも面識があり、シスンが持っているペンダントは、元々はウィリアムからメルドゥズへと託された物である。
ルクニエッカ
ザハールのメラフィト議長の娘だが、妻ではなく娼婦との間に出来た子供。愛称はルッカ。作者本人による番外編と位置づけられた同人誌（正史扱い）によれば、メルドゥズに会ったのは8歳の頃でそれが初恋。俗に言う「男好きのする身体」で、兄に押し倒されて無理やり関係を結ばされた事を始め、数々の性遍歴を持つ。家が対立していた酒屋の親子に拉致強姦されたといった過去もある（救い出してくれたのは偶々通りかかったメルドゥズで、別れた後に彼に気付いた）。兄との一件が発覚して家に居辛くなったため、イデニア公の愛妾として城に通っていた時期もある。そうした生活の中、自警団リーダーに就任したメルドゥズと再会。今では彼の元で共に歩んでいる。
ミゼーラ
ザハールで酒場をやっている女性。メルドゥズのことをルドという愛称で呼ぶ。メルドゥズとは恋人同士だったが、ルクニエッカの思いを知り身を引いた。
ヨグフ王
コルデア王。銃火器や火竜といった、本来この星に存在しないはずの兵器の存在を訴えたファーナの言葉を信じた理解者の一人。ファーナを実の娘のように思っていた。彼女がオルフィーナを名乗っていた事も、己の娘の遺志を察して受け入れ、コルデア復興が成った暁には王位を譲るつもりであった。第1章終盤のマルガ要塞戦にて、ランフォウに操られたクエインに背後から刺されて死亡。
ユネメア
コルデア王妃。元親衛隊員で、史上初の女性隊員。義理の兄ラスキンに教えられた剣術の腕前は優れており、暗殺者を一撃で倒す程であった。コルデア王城（カルリシャ城）でファーナを火竜から庇い、瓦礫の下敷きになって死亡。
シエラ・ウォーン
ユネメア王妃付きの親衛隊隊長。現在はファーナに従っている。彼女がオルフィーナでないことは知っているが、王や亡き姫の意思を汲んで本心からの忠義を捧げている。
クエイン
シェタッフガルトの後任としてオルフィーナ姫の親衛隊隊長を務める兵。初対面時は国の政に口を出すファーナのことを快く思っていなかったが、城に忍び込んできたグランザ兵との戦いでファーナに助けられ、好感を持つ。城が陥落された際、ファーナをかばい戦死したと思われていたが、生き延びていたもののランフォウの手に落ちる。
サルエリ
コルデア国家臣。オリフィーナ姫亡き後、彼女の亡骸を入手し、姫が生前に植えたルフェンナの花が咲き乱れる見晴らしの良い丘に彼女の墓を作り、エルネラと共に守っている。
エルネラ
コルデア国侍女。オルフィーナ姫が処刑される際、シェタッフガルトへの形見となる髪の毛を姫から受け取る。以降はサルエリと行動を共にし、オルフィーナ姫の墓を守っている。
ルシェーラ
コルデア国侍女。カルリシャ城陥落の際、オルフィーナ姫の脱出に同行するが、敵兵の手にかかり、ファーナの腕の中で姫の身を案じながら息を引き取った。

### グランザ王国
ヒュレイカ・ヘインツハァルト
もう一人の主人公。本名：ヒュレイカ・ドゥナ・グレゴルニア。グランザ側の騎士であり、ファーナと同様、強さと優しさを兼ね備えた美しき姫。サリュートを失ったことにより、ステアン打倒へ向けて、コルデアの姫と立ち上がる。なお本人にはSAGA第8話『契り』まで伏せられているが、グランザ国王位継承権第二位の王族である。父グレゴルニア公とその実妹であるサリア（後のグランザ国王妃）との間に出来た子であり、祖父により人知れず葬られる所を、義父ヘインツハァルト候が爵位と証の宝剣を差し出すことで引き取り育てた。サリュート王子とは胤違いの姉弟ということになる。
サリュート
グランザの王位継承者である王子。国と動植物を愛し、幼いながらも勤勉で賢王の器を持つ。強大な力で次々と戦争を仕掛けるステアンのやり方に心を痛めているが、これを止める術を持たず、自身もステアンの駒になってしまうことを恐れている。ヒュレイカを全面的に信頼し心を寄せていた。ヒュレイカよりかなり年下だがプロポーズし、ヒュレイカもそれを受ける。王位に付き婚儀も進む予定だったが、国を混乱から救われると都合が悪いステアン側にとっては邪魔な存在となるため、マドゥイケにより暗殺される。
ヴェイク
ヒュレイカの腹心。シェタッフガルトと同等の剣技の持ち主。
グレゴルニア公
ヒュレイカの実父。ステアンが最初に交友を結んだ相手で、ステアンの政治と科学に対する能力を高く買い、相談役として議会へと招き入れた。その後ステアンの野望に気づき、あらゆる手段で彼の妨害を試みる。
ジェイフス
グレゴルニア公に仕える庭師。公の命により、サリュート王子にステアンの企みや国の内外の情報を教えていた。それを苦々しく思っていたステアンにより、街中でステアンの手の者により殺される。ジェイフスの死から四ヶ月後にグランザによるコルデア侵攻が始まった。
バゼル・ザビエフ
グランザの将軍。ステアンの手の者からヒュレイカを守り重傷を負い、自分の第3軍をヒュレイカに託し、死亡する。享年42。
トリュスタリカ・ザビエフ
ザビエフ将軍の娘。愛称はトルシア。過去に友軍の兵に逆恨みで殺され掛けた時に敵であるシエラに救われ憧れを抱いている。
ラスキン・ウォナ・ウェルーシ
元コルデア親衛隊隊長で、シェタッフガルトに並ぶ実力者。コルデアをグランザに売った男。本名はトーサ。東の民トベ族の子供で、ユネメアの父親の命を救ったことから養子として家に迎えられ、ラスキンの名を与えられた。ユネメア王妃とは義理の兄妹の関係で、王妃を愛称のユニアと呼ぶ数少ない人間。ユネメアと婚約していたが、戦争により行方不明となっている間に彼女は王子時代のヨグフ王に見初められ、王妃となってしまう。その後も王妃を見守るために親衛隊に志願し、隊長へと登り詰める。日々、自分の剣の領域に迫ってくるシェタッフガルトに脅威を感じ、また、ユネメアの愛娘であるオルフィーナ姫が彼に思いを寄せていることに対して複雑な思いがあり、彼を亡き者にしようとする。その事でオルフィーナから相談を受けた大臣に、国王暗殺の濡れ衣を掛けられ投獄されそうになるが、王妃の根回しで国外に逃亡した。その後、グランザ国の兵となり、コルデアを侵略することとなるが、彼の真の目的はユネメア王妃を手に入れることであった。だが、王妃は死亡し、その願いは永遠に叶わないこととなる。最後はユネメアの従妹であるイデニア公妃メイルラを守るため、ステアンの特殊部隊（サイボーグで構成）を相手に一人で戦い戦死した。享年44。
ステアン・クライブ
グランザの宰相。ファーナの宿敵。火竜を操り、次々と国を陥落させている。
マドゥイケ・レンタル
ステアンの腹心。

### イデニア公国
メイルラ
イデニア公の妻でイルイラの母。ユネメア王妃の従妹でもある。少女の頃、ラスキンに片思いをしていた。イデニアを占領したラスキンに、イルイラを人質に取られて日々慰み者にされるが、過去の思いからラスキンの事を憎めないでいた。後に彼の子を身篭っていることがわかり、夫であるイデニア公の反対を押し切り出産する。その子供（ラスキン）は将来、ユネメア王妃とメイルラの実家であるウェルーシ家の後継者となって家を復興し、姉のイルイラ女王とコルデア王国を守る英雄「聖騎士」となるが、そのエピソードは本編では綴られていない。
イルイラ
イデニア公とメイルラの娘。オルフィーナとは遠縁（又従姉妹）であり、姫姉さまと呼び慕っている。イデニアを占領したラスキンに母と共にとらわれ、その後は母と引き離されて劣悪な環境化で人質とされる。その最中でヒュレイカと知り合い、彼女には心を許していた。ラスキンの命令で殺されかけたところをヒュレイカとシスンに救われ、無事、父親の元に戻る。将来は即位し、イデニア公国の女王となる姫。
イデニア・バークライン
イデニア公国領主。
ムダハ
イデニア軍騎士団長。爵位を持っている。イルイラからは「じいや」と呼ばれ慕われていた。シスンのヒュレイカへの呼びかけに、彼女がイルイラの恩人であることに気づいて躊躇し、ヒュレイカに致命傷を負わされる。イルイラに見守られながら穏やかに息を引き取る。老齢だがかなりの腕前。
ウェルブス
イデニア公爵近衛隊隊長。

### 暗殺団
スクーニャ
暗殺団の親方の娘。ククリカの姉。家族同然に育ったシスンを連れ戻そうとしていた。ファーナと敵対した事もあったが、最終的には暗殺団共々味方に。マルガ要塞戦で死亡。
ククリカ
暗殺団の親方の娘。スクーニャの妹。常に二人一組で行動する。スクーニャが死んでからはファーナと共に行動しており、互いに大切な仲間だと思っている。

### その他
トリファー
狼（スフィクトオオカミ）に角が生えた姿をした一角狼（クルフィア）と呼ばれる狼の亜種。一角狼は何らかの要因で突然変異として時折生まれる先祖返りの個体で、成獣になると群れのリーダーになるのが確実なため、仔犬のうちに群れの若い雄に殺されてしまう事が多く、野生での成獣は稀。コルデア王国では、建国の王であるログナス一世が若き頃、一角狼に命を救われたという逸話を受け、一角狼を国の象徴とし、発見しだい保護して王宮内で育てている。一角狼はコルデア騎士団の紋章にもなっている。トリファーは成獣になってからコルデア王国に引き取られた珍しいケースで、水神祭の折り、湖水で倒れているファーナを見つける。王家の人間にすら懐かなかったトリファーがファーナにはすぐに心を許すが、これは過去にファーナと同じく地球から派遣されたエージェントの女性に命を救われていたためだったことが、オルフィーナSAGA7巻のあとがきで明かされている。名前はトリファーが好きなトリフの花が由来。
メイフィ
一角狼の仔犬。トリファーと同じくコルデア王家で飼われていた。カルリシャ城が陥落した際、オルフィーナ姫が抱いて連れ出すが、姫が捕らえられた際に放り出され、場内をうろついているところをグランザ兵に拾われ、その後、ヒュレイカの手に渡り、サリュート王子に献上する名目で彼女が連れ歩いている。
リューア
鷹をシンボルとするイデニア家で飼われていた鷹。ファーナに懐き行動を共にする。
火竜
口から吐き出す高熱の火炎と、背中の翼による飛行能力を併せ持った、巨大な怪物。本来はこの世界に存在しないはずの生物だが、ステアンによって多数の個体がグランザにもたらされ、戦略兵器として運用されている。その正体はコンピュータによって制御される機械兵器であり、圧倒的な戦闘力を誇る反面、運用には相応のコストがかかる模様。

## 書誌情報

### 白夜書房版
白夜書房版は1巻のみ発行。以下中断。
- 1992年2月発行、ISBN 4893672568

### 角川書店版
当初はA5判のドラゴンコミックスとして刊行。全12巻。表紙カバー裏に女性キャラのグラビア風イラストがある。
1. 1994年12月発行、ISBN 4049260476
2. 1995年10月発行、 ISBN 4049260778
3. 1996年10月発行、 ISBN 4049260956
4. 1997年5月発行、 ISBN 4049261014
5. 1998年3月発行、 ISBN 4049261197
6. 1999年2月発行、ISBN 4049260476
7. 2000年1月発行、 ISBN 4049260778
8. 2000年12月発行、 ISBN 4049261626
9. 2002年3月発行、 ISBN 404926188X
10. 2003年1月発行、 ISBN 4049262134
11. 2004年3月発行、 ISBN 404926241X
12. 2004年12月発行、 ISBN 4049262525

既刊分を新装版としてB6判の角川コミックスドラゴンJrで刊行。全10巻。
1. 2005年3月1日発行、 ISBN 4047123870
2. 2005年3月1日発行、ISBN 4047123889
3. 2005年4月1日発行、ISBN 4047123943
4. 2005年4月1日発行、ISBN 4047123951
5. 2005年4月27日発行、 ISBN 4047124001
6. 2005年4月27日発行、ISBN 404712401X
7. 2005年6月1日発行、ISBN 4047124036
8. 2005年6月1日発行、ISBN 4047124044
9. 2005年7月1日発行、ISBN 4047124117
10. 2005年7月1日発行、ISBN 4047124125

新装版の続きをオルフィーナSAGA（角川コミックスドラゴンJr）として刊行。全8巻。
1. 2005年11月1日発行、 ISBN 9784047124172
2. 2006年3月1日発行、ISBN 9784047124417
3. 2006年11月1日発行、ISBN 9784047124707
4. 2007年11月9日発行、ISBN 9784047125179
5. 2008年5月9日発行、 ISBN 9784047125476
6. 2009年2月9日発行、ISBN 9784047125896
7. 2010年12月9日発行、ISBN 9784047127043
8. 2011年3月9日発行、ISBN 9784047127166